# Liste der Bodendenkmäler in Wiesthal
Auf dieser Seite sind die Bodendenkmäler in der unterfränkischen Gemeinde Wiesthal zusammengestellt. Diese Tabelle ist eine Teilliste der Liste der Bodendenkmäler in Bayern. Grundlage ist die Bayerische Denkmalliste, die auf Basis des Bayerischen Denkmalschutzgesetzes vom 1. Oktober 1973 erstmals erstellt wurde und seither durch das Bayerische Landesamt für Denkmalpflege geführt wird. Die folgenden Angaben ersetzen nicht die rechtsverbindliche Auskunft der Denkmalschutzbehörde.

## Bodendenkmäler der Gemeinde Wiesthal

### Bodendenkmäler in der Gemarkung Frammersbach
| Lage                    | Objekt                                               | Akten-Nr.     | Bild |
| ----------------------- | ---------------------------------------------------- | ------------- | ---- |
| Frammersbach (Standort) | Spätmittelalterliche bis frühneuzeitliche Glashütte. | D-6-5922-0047 |      |

### Bodendenkmäler in der Gemarkung Krommenthal
| Lage                   | Objekt                                                        | Akten-Nr.     | Bild |
| ---------------------- | ------------------------------------------------------------- | ------------- | ---- |
| Krommenthal (Standort) | Spätmittelalterliche bis frühneuzeitliche Glashütte.          | D-6-5922-0048 |      |
| Krommenthal (Standort) | Spätmittelalterliche bis frühneuzeitliche Glashütte.          | D-6-5922-0049 |      |
| Krommenthal (Standort) | Spätmittelalterliche bis frühneuzeitliche Glashütte.          | D-6-5922-0050 |      |
| Krommenthal (Standort) | Spätmittelalterliche bis frühneuzeitliche Glashütte.          | D-6-5922-0067 |      |
| Krommenthal (Standort) | Freilandstation des Spätpaläolithikums und des Mesolithikums. | D-6-5922-0090 |      |

### Bodendenkmäler in der Gemarkung Wiesthal
| Lage                | Objekt | Akten-Nr.     | Bild |
| ------------------- | --- | ------------- | ---- |
| Wiesthal (Standort) | Spätmittelalterliche bis frühneuzeitliche Glashütte. | D-6-5922-0039 |      |
| Wiesthal (Standort) | Mittelalterlicher Vorgängerbau und Befunde der frühen Neuzeit im Bereich der Katholischen Pfarrkirche St. Andreas von Wiesthal. Siehe auch: St. Andreas (Wiesthal) | D-6-5922-0082 |      |